# Мирер, Александр Григорьевич
Александр Григорьевич Мирер (1928 — ?) — советский инженер, учёный в области электропривода и металлургического машиностроения, дважды лауреат Государственной премии СССР.
Окончил Московский энергетический институт (1951), работал инженером там же, затем на Стерлитамакском содовом заводе.
С 1956 года во Всесоюзном научно-исследовательском и проектно-конструкторском институте (ВНИПКИ) металлургического машиностроения, с 1963 г. заведующий лабораторией.
В 1963 году защитил кандидатскую диссертацию:
- Исследование многодвигательного электропривода непрерывных станов холодной прокатки и создание системы автоматического ограничения натяжений полосы : диссертация … кандидата технических наук : 05.00.00. — Москва, 1963. — 189 с. : ил.

Государственная премия СССР 1969 года — за создание и внедрение комплекса высокоэффективных систем автоматического регулирования толщины и натяжения полосы на непрерывных станах холодной прокатки.
Государственная премия СССР 1982 года — за разработку технологии и организацию производства высокоточного холоднокатанного листа для офсетной печати.
Сочинения:
- Мирер А. Г. Влияние эксцентриситета опорных валков на толщину полосы и межклетевые натяжения при непрерывной холодной прокатке. В сб.: Труды ВНШметмаш, 1963, В 10, с. 92-112.